# Santa Cruz, Teksas
Santa Cruz je naseljeno mjesto za statističke potrebe u američkoj saveznoj državi Teksas. Prema popisu stanovništva iz 2010. u njemu je živjelo 54 stanovnika.